# Czasownik frazowy
Czasownik frazowy a. czasownik frazalny (ang. phrasal verb) – czasownik, złożony z czasownika oraz dodatkowej części mowy, najczęściej przysłówka i przyimka. Połączenie to nadaje tak utworzonemu związkowi odrębne znaczenie. Czasowniki frazowe są charakterystyczne dla języka mówionego i wszystkie mają swoje odpowiedniki w standardowym i oficjalnym języku. Czasowniki frazowe występują w językach germańskich, np. angielskim (put off – odłożyć, zgasić) i szwedzkim (lägga av – zostawić w spokoju).